# Telemark (raza bovina)
La Telemark es una raza vacuna de Noruega.

## Origen
Fue definida como vaca de consumo en 1865. Es una raza de vaca nórdica siendo originaria de las montañas del sudeste de Noruega. En 2006 había 400 cabezas en Noruega según el registro.

## Cualificaciones
Es una raza de producción mixta, aunque destaca por su leche, que está muy bien valorada.